# Don S. Davis
Don Sinclair Davis, född 4 augusti 1942 i Aurora, Missouri i USA, död 29 juni 2008 i Gibsons, British Columbia i Kanada, var en amerikansk karaktärsskådespelare. 
Don S. Davis är förmodligen mest känd för rollen som generalmajor/generallöjtnant George S. Hammond i den amerikansk-kanadensiska science fiction-TV-serien Stargate SG-1, och tidigare för sin roll som major Garland Briggs i TV-serien Twin Peaks. Han var också med i tidiga avsnitt av Arkiv X, där han spelade Dana Scullys pappa.

## Bakgrund
Davis tog en bachelorexamen från Southwest Missouri State College, efter genomgången ROTC tjänstgjorde han under några år som officer i USA:s armé och tog därefter 1970 en masterexamen i drama från Southern Illinois University och 1982 en filosofie doktor i drama från samma lärosäte. Han började som skådespelare som extraknäck när hans undervisade vid University of British Columbia i Vancouver. 1987 lämnade han tjänsten som universitetslärare för att ägna sig åt skådespeleri på heltid. Davis lämnade delvis skådespeleriet under 2007 på grund av hälsoskäl.
Davis avled den 29 juni 2008 i vad som uppgavs ha varit en massiv hjärtattack.
Efter att han avlidit, hedrades han i Stargate SG-1 genom att man döpte ett av X304-skeppen efter hans karaktär. Det nämns även att rollfiguren George Hammond dör i hjärtattack.

## Filmografi (urval)
- 1985 – Natty Gann och varghunden
- 1987–1991 – 21 Jump Street (TV-serie) (6 avsnitt)
- 1987–1988 – MacGyver (TV-serie) (2 avsnitt)
- 1987 – Spanarna
- 1989 – Titta han snackar!
- 1990 – Lagens änglar (TV-serie) (1 avsnitt)
- 1990–1991 – Twin Peaks (TV-serie) (16 avsnitt)
- 1990 – Titta hon snackar också!
- 1991 – Hook
- 1992 – Knots Landing (TV-serie) (1 avsnitt)
- 1992 – Tjejligan
- 1993 – Cliffhanger
- 1993 – Highlander (TV-serie) (1 avsnitt)
- 1993 – Köplust
- 1994 – Arkiv X (TV-serie) (2 avsnitt)
- 1994 – Det ljuva livet i Alaska (TV-serie) (1 avsnitt)
- 1996 – The Fan
- 1997 – Con Air
- 1997–2007 – Stargate SG-1 (TV-serie) (160 avsnitt)
- 2000 – Best in Show
- 2000 – 6:e dagen
- 2004 – Andromeda (TV-serie) (1 avsnitt)
- 2004 – Miracle
- 2004 – NCIS (TV-serie) (1 avsnitt)
- 2004 – Stargate: Atlantis (TV-serie) (1 avsnitt)
- 2005–2006 – Död zon (TV-serie) (3 avsnitt)
- 2005 – Vita huset (TV-serie) (1 avsnitt)
- 2007 – Supernatural (TV-serie) (1 avsnitt)
- 2008 – Stargate: Continuum
- 2009 – The Uninvited